# Лисице (ТВ серија)
Лисице је српска телевизијска серија, снимана по сценарију Ане Родић и у режији Горчина Стојановића из 2002. године, ово је савремена играна серија од 18 епизода.

## Кратак садржај
Лисице је прича о четири другарице: Мими, Бранки, Сташи и Нади, које безуспешно покушавају да нађу принца свог живота. На крају друге деценије живота закључују да је предстојећа година последња прилика да пронађу љубав и удају се. Лисице су прича о потери за срећом, прича о бежању од устаљеног живота одраслих, прича о новој осећајности. Девојке се свакодневно окупљају у кафићу Фокс чији је власник Мима.

## Ликови
- Мима (Хана Јовчић) Живи сама. У огромном, модерно уређеном стану, с мачком, папагајем и можда још којом животињом приде. Власница је кафића у који свраћа ретко ко изузев дежурне екипе девојака. Игра на карту чврсте фасаде иза које се крију мистичност и женственост. Мушкарци с којима проведе ноћ најчешће је разочарају већ првог јутра. Заљубљена је у Дамира, дугогодишњег пријатеља и власника суседног, увек пуног кафића. Дамирове безобзирне реплике обично решава крошеом или ударцем коленом међу препоне. Додатну компликацију у Мимином животу чини Филип, писац који је у њу ономад био заљубљен, који је у међувремену почео да живи с извесном Сањом, али кога то ипак неће спречити да се поново заљуби у Миму. Поред њега, ту су и родитељи који је стално подсећају да би требало да се уда, брат чији је брак пред разводом и мачка која је остала у другом стању са комшијским мачором.
- Бранка (Наташа Марковић) Живи са баком. У огромном, модерно уређеном стану. Има пса који јој је поклоњен "за лечење самоће“. Издржавају је родитељи који живе негде далеко. Игра на карту урбане девојке способне да изговори све што јој падне на памет. Има дугогодишњег дечка Андреја, којег је више пута преварила. У тренутку када он превари њу, цела ствар се распада - мамин син Андреј одлучује да крене у Париз, за девојком са којом је преварио Бранку. Нежно пријатељство с келнером у Мимином кафићу успеће да поквари реченицом "'Ајде да се сада мало љубимо" и, још фаталније, "Али ја не умем да будем сама“. Каријеру келнерице замењује каријером спикерке задужене за ТВ прогнозу, а затим, стицајем околности, постаје водитељка рок емисије.
- Нада (Радмила Томовић) Не зна се ни с ким ни где заправо живи, али је једина чија каријера иде узлазном линијом: од секретарице постаје нешто као асистент директора. Завршила факултет. Игра на карту дрскости, а други део наступа базира на чедности. Као дете самохране мајке, одувек у завади с мушким родом. Иако вечито провокативно одевена, успела је да остане девица - слободном вољом, "чувајући се за брак“. Пошто коначно изгуби невиност са "човеком свог живота", наступа нова романтична фаза.
- Сташа (Јелена Ступљанин) Живи са мајком, у огромном, модерно уређеном стану. На добром путу да постане вечити студент. Игра на карту беспомоћног трептања, смешкање и пренемагања. Из непознатих разлога, привлаче је искључиво ожењени мушкарци - што она обично открије кад је већ сувише касно за корак назад. И ожењени и неожењени могу да је освоје са једном и по реченицом, која се најчешће базира на констатацији "Како си лепа" или "Како си несхваћена“. Чита књиге о модерној психологији и своје проблеме обично износи таксистима. Са једним од њих отишла и у кревет пошто јој је рекао да је лепа и да би је радо оженио.

## Улоге
| Глумац              | Улога               |
| ------------------- | ------------------- |
| Хана Јовчић         | Мима                |
| Јелена Ступљанин    | Сташа               |
| Радмила Томовић     | Нада                |
| Наташа Марковић     | Бранка              |
| Гордан Кичић        | Дамир               |
| Срђан Тимаров       | Жика                |
| Драган Јовановић    | Стив                |
| Даница Максимовић   | Жаклина             |
| Предраг Ејдус       | Ратко               |
| Драган Петровић     | Надин Шеф           |
| Рената Улмански     | Бранкина Баба       |
| Јелена Ћурувија     | Сања                |
| Небојша Илић        | Срђан               |
| Тања Бошковић       | Дуња                |
| Борис Миливојевић   | Андреј              |
| Игор Филиповић      | Филип               |
| Бојана Маљевић      | Стефанија           |
| Ирфан Менсур        | доктор Поповић      |
| Соња Дамјановић     | Срђанова жена       |
| Нина Граховац       | секретарица         |
| Дубравка Ковјанић   | Ања                 |
| Андрија Ђуричић     |                     |
| Катарина Јанковић   |                     |
| Свјетлана Кнежевић  | Жикина мајка        |
| Франо Ласић         | гинеколог           |
| Милорад Милинковић  | ТВ редитељ          |
| Весна Паштровић     | Златанка            |
| Игор Первић         | зубар               |
| Љиљана Драгутиновић | Сташина мајка       |
| Ненад Пећинар       | таксиста пијаниста  |
| Соња Јауковић       | Мимина мајка        |
| Борис Комненић      | Мимин отац          |
| Александра Шаљић    |                     |
| Тијана Чуровић      | клинка              |
| Борис Пинговић      | Мимина прва љубав   |
| Мира Бањац          | клептоманка         |
| Дејан Боромиша      |                     |
| Горан Даничић       | таксиста            |
| Ана Маљевић         | Маја                |
| Игор Микља          | директор телевизије |
| Бојан Жировић       | таксиста            |